# Chia (plante)
Salvia hispanica
Pour les articles homonymes, voir Chia.
Espèce
Classification phylogénétique
La chia, prononcé /ˈt͡ʃi.a/, (Salvia hispanica) est une espèce de plantes à fleurs de la famille des Lamiacées. C'est une plante herbacée annuelle originaire du Mexique. Cette sauge était cultivée pour ses graines alimentaires à l'époque précolombienne par les Amérindiens. Les graines de chia, qui étaient une des bases de l'alimentation de plusieurs anciens peuples du Mexique, servaient aussi à des fins médicinales et comme offrandes aux dieux aztèques.
Après avoir été ignorées pendant des siècles, ces graines ont attiré l'attention des nutritionnistes pour leur haute teneur en lipides (25 à 38 %) comportant une forte teneur en acide alpha-linolénique (du groupe oméga-3). Depuis la fin des années 1990, une culture commerciale s'est développée dans plusieurs régions d'Amérique et d'Australie, pour fournir des graines aux magasins diététiques des pays développés.
Le terme de chia dérive de chiyan désignant la sauge Salvia hispanica en nahuatl, la langue parlée par les Nahuas. C'est un nom de genre féminin.

## Histoire
La première culture de la chia aurait eu lieu dans la vallée de Mexico entre 2 600 et 2 000 ans av. J.-C., dans la région du site de Teotihuacan (début du premier millénaire) et de la culture toltèque (fin du premier millénaire). C'est dans cette région que s'est développée à partir du XVe siècle la civilisation aztèque.
Plus au sud, dans l'État du Chiapas, les anciens Mayas ont aussi cultivé cette sauge.
À l'époque précolombienne, la graine de chia grillée ou moulue constituait la quatrième source nutritive après la trilogie alimentaire amérindienne dites des trois sœurs : le maïs, les haricots et les courges. Pour les Aztèques, la graine de chia était un aliment de base mais, trempée dans de l'eau, elle servait aussi à confectionner une boisson rafraîchissante. Ses propriétés curatives étaient également appréciées pour le traitement des infections. Les Aztèques considéraient cette graine comme très énergétique et en donnaient aux chasseurs et aux soldats lors des entraînements militaires. Elle était pressée pour en extraire une huile servant de base aux peintures corporelles et rituellement employée à oindre les statues et peintures religieuses.
Mais cette utilisation religieuse de la graine de chia aurait poussé les conquistadors espagnols à s'en prendre à cette culture. Pendant presque cinq siècles, elle ne put survivre que dans quelques petites parcelles isolées dans les montagnes du sud du Mexique et du nord du Guatemala. Le Codex de Florence qui transcrit l'Histoire générale des choses de la Nouvelle Espagne (Historia general de las cosas de nueva España) par le Frère Bernardino de Sahagún confirme et détaille l'importance du chia dans l'économie précolombienne ; Il décrit en détail les aspects de la production, de la commercialisation et des utilisations de ce produit. L'intolérance religieuse et le contrôle politique intégral des populations nouvellement réduites en esclavage auraient-ils justifié la destruction de l'agriculture du chia au détriment de considérations commerciales et à l'avantage d'autres produits du nouveaux monde? En effet, dans d'autres circonstances, les espagnols prenaient toujours grand soin à exploiter, commercer et importer les richesses découvertes au Nouveau Monde, en particulier les produits cultivés : maïs, tomate, piment, etc. .
La redécouverte de cette plante s'est faite dans les années 1990 en Argentine, grâce au Projet régional de l'Argentine du nord-ouest. Des sélectionneurs ont réussi à isoler les graines les plus riches en nutriments qui sont de couleur blanchâtre. Une entreprise américaine (Core Naturals LLC) a déposé un brevet pour un cultivar nommé Salba, contraction de salvia (sauge) et d'alba (blanc), sélectionné pour sa forte teneur en acide gras oméga-3. Elle a développé la culture du Salba au Pérou et commercialisé les graines partout dans le monde. Elle s'est également implantée au Canada où elle finance les recherches cliniques sur les effets bénéfiques du produit à l'université de Toronto.
Il est donc à noter qu'aujourd'hui, et malgré les bienfaits dont elle semble être dépositaire, la graine de chia que l'on trouve dans le commerce est issue d'une seule et même entreprise (Core Naturals LLC), qui en détient le brevet et finance également les recherches sur lesdits bienfaits.

## Description

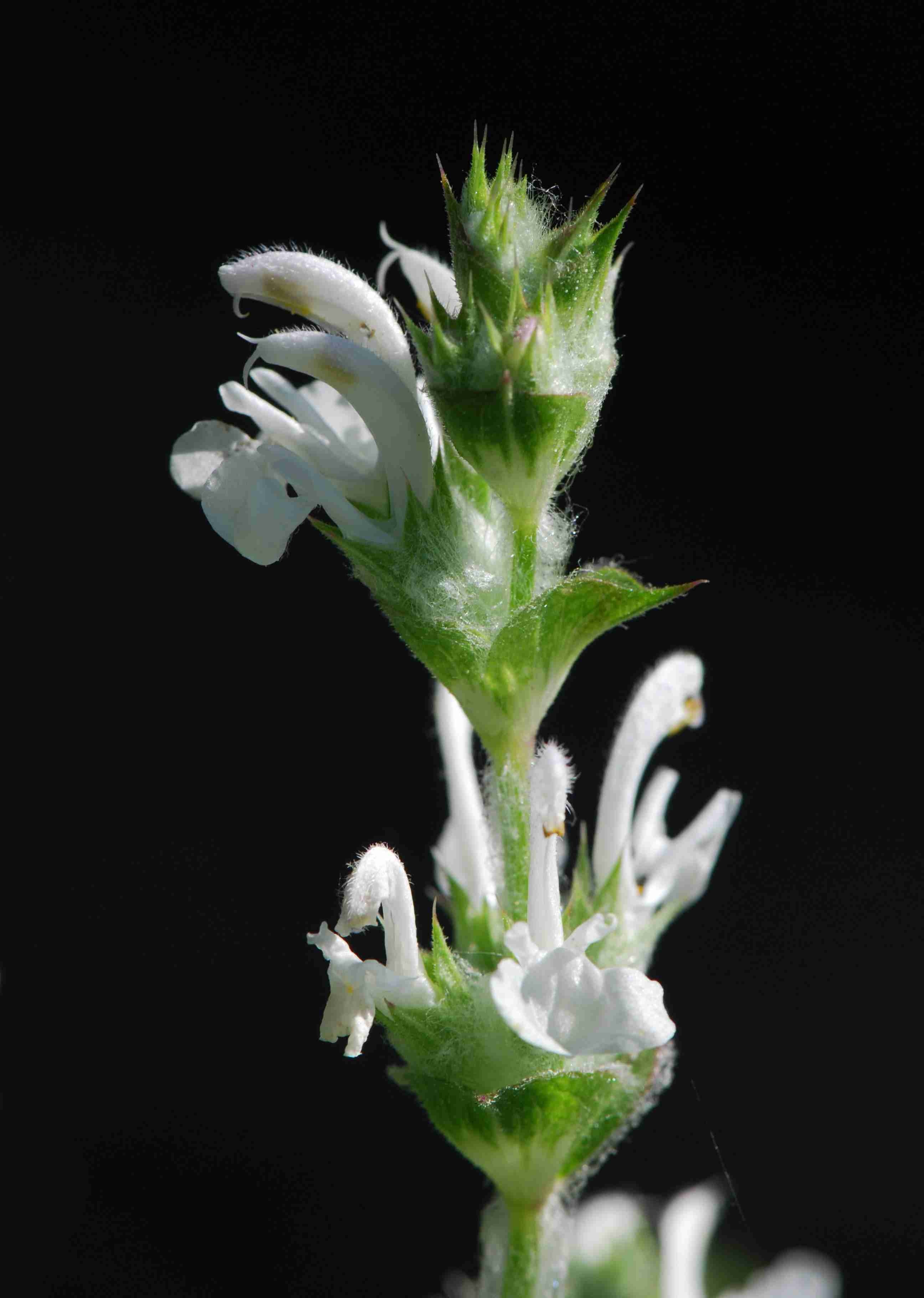
Fleurs de Salvia hispanica.

Salvia hispanica est une plante annuelle d'environ un mètre de haut composée de tiges quadrangulaires.
Les feuilles, portées par un pétiole de 40 mm de long, sont opposées, ovales à oblongues, et couvertes d'une pubescence blanchâtre. Elles font 40-60 × 80-100 mm et ont des marges serretées.
L'inflorescence porte sur ses rameaux des verticilles de fleurs blanches ou mauves.
Les graines, groupées par quatre, sont lisses, brillantes, d'un aspect grisâtre dû à un fond blanc avec des marbrures brunes plus ou moins importantes. Elles sont petites, allongées (de 2 mm de long sur 1,5 mm de large).

## Écologie
Le centre de diversité génétique de Salvia hispanica se situe dans les montagnes de l'ouest du Mexique. Les populations sauvages attestées dans les herbiers indiquent une présence dans les forêts de pins de l'ouest du Mexique et du Guatemala et dans quelques sites isolés de Mésoamérique.
La chia étant très sensible aux gelées, la culture commerciale ne s'est développée que dans les régions tropicales et subtropicales. On la trouve entre les latitudes 20° 44' N et 25° 05' S, en Argentine, Bolivie, Colombie, Mexique, Pérou, Équateur, Paraguay, Australie, Nicaragua et Guatemala.

## Valeur nutritionnelle
Les graines de sauge chia sont riches en flavonols (myricétol, quercétol, kaempférol), en glycosides de flavonols, en acides chlorogéniques et acide caféique (Taga et al. 1984).
Elles sont riches en protéines et en fibres. Avec un taux, certes variable, allant de 16 à 23 % de protéines, elles sont au-dessus du blé (14,7 %) et du maïs (14 %). Elles sont aussi très riches en lipides contenant une forte proportion d'acide oméga-3 (l'acide alpha-linolénique représente 68 % des lipides soit 21 % du total) et un rapport oméga-3 sur oméga-6 favorable tournant autour de 3-4.
| Chia (Salvia hispanica), graines sèches (teneur pour 100 g d'aliment comestible, d'après Nutrition Data) | Chia (Salvia hispanica), graines sèches (teneur pour 100 g d'aliment comestible, d'après Nutrition Data) | Chia (Salvia hispanica), graines sèches (teneur pour 100 g d'aliment comestible, d'après Nutrition Data) | Chia (Salvia hispanica), graines sèches (teneur pour 100 g d'aliment comestible, d'après Nutrition Data) |
| --- | --- | --- | --- |
| eau : 4,9 g                                                                                              | cendres totales : 4,9 g                                                                                  | fibres : 37,7 g                                                                                          | valeur énergétique : 2 052 kJ                                                                            |
| protéines : 15,6 g                                                                                       | lipides : 30,8 g                                                                                         | glucides : 6,9 g                                                                                         | sucres simples : 14,1 g                                                                                  |
| oligo-éléments                                                                                           | | | |
| potassium : 160 mg                                                                                       | phosphore : 948 mg                                                                                       | calcium : 631 mg                                                                                         | manganèse : 2,2 mg                                                                                       |
| sodium : 19,0 mg                                                                                         | cuivre : 0,2 mg                                                                                          | fer : 7,72 mg                                                                                            | zinc : 3,5 mg                                                                                            |
| acides gras (en % des lipides, d'après Ixtaina et al)                                                    | | | |
| acide α-linolénique : 65,6-69,3                                                                          | acide linoléique : 16,6-19,7                                                                             | acide palmitique : 5,5-6,2                                                                               | acide oléique : 5,3-5,8                                                                                  |

Points forts : les graines de chia fournissent une bonne source de calcium et de phosphore et une très bonne source de fibres alimentaires et de manganèse.
La chia possède une bonne activité anti-oxydante fournie par ses polyphénols (acides chlorogéniques, caféique et flavonols).
La fraction non huileuse a une activité allant de 45,5 à 98,73 μmol TEAC/g (Trolox equivalent antioxidant capacity) alors que la fraction huileuse va de 1,32 à 4,58 μmol TEAC/g. La fraction non huileuse des graines de chia est une bonne source d'anti-oxydants, comparable à la grenade.
Ces diverses caractéristiques les font indiquer comme complément alimentaire pour contribuer à améliorer le transit intestinal, faire baisser la pression artérielle, prévenir l'ostéoporose, mieux assimiler les protéines, etc., allégations toutefois généralement sans preuves.
En 2009, la Commission européenne a arrêté la présente décision : « Les graines de Chia (Salvia hispanica) et les graines de Chia broyées, telles qu’elles sont décrites en annexe, peuvent être mises sur le marché communautaire en tant que nouvel ingrédient alimentaire à utiliser dans les produits de la boulangerie, à raison d’une teneur maximale de 5 % de graines de Chia (Salvia hispanica). »

## Études pharmacologiques
Plusieurs études animales ont cherché à voir l'effet sur le plasma de la consommation de chia. Ayerza et Coates (2007) ont nourri pendant un mois 32 rats Wistar avec des rations isocaloriques dérivées d'huile de maïs (T1), de graines de chia entières (T2), ou moulues (T3) et d'huile de chia (T4). La ration T2 a provoqué une baisse significative des triglycérides et la ration T3 une hausse significative du HDL (le bon cholestérol). Une revue systématique et une méta-analyse de la consommation de chia publié en 2021 suggèrent un effet protecteur sur le profil lipidique.
Les graines de chia, très riches en acides gras polyinsaturés cis sont pratiquement exemptes de tout composé toxique (notamment, absence de ricine et produits similaires) ou phyto-hormonal. Le nourrissage de rats avec des rations comportant 150 g/kg de graines de chia moulues ou 50 g/kg d'huile de chia, ne produit pas d'effets observables au niveau du système immunitaire (niveau des IgE inchangé) ni de dermatite, ou de diarrhée et n’affecte pas la croissance et le comportement des animaux.

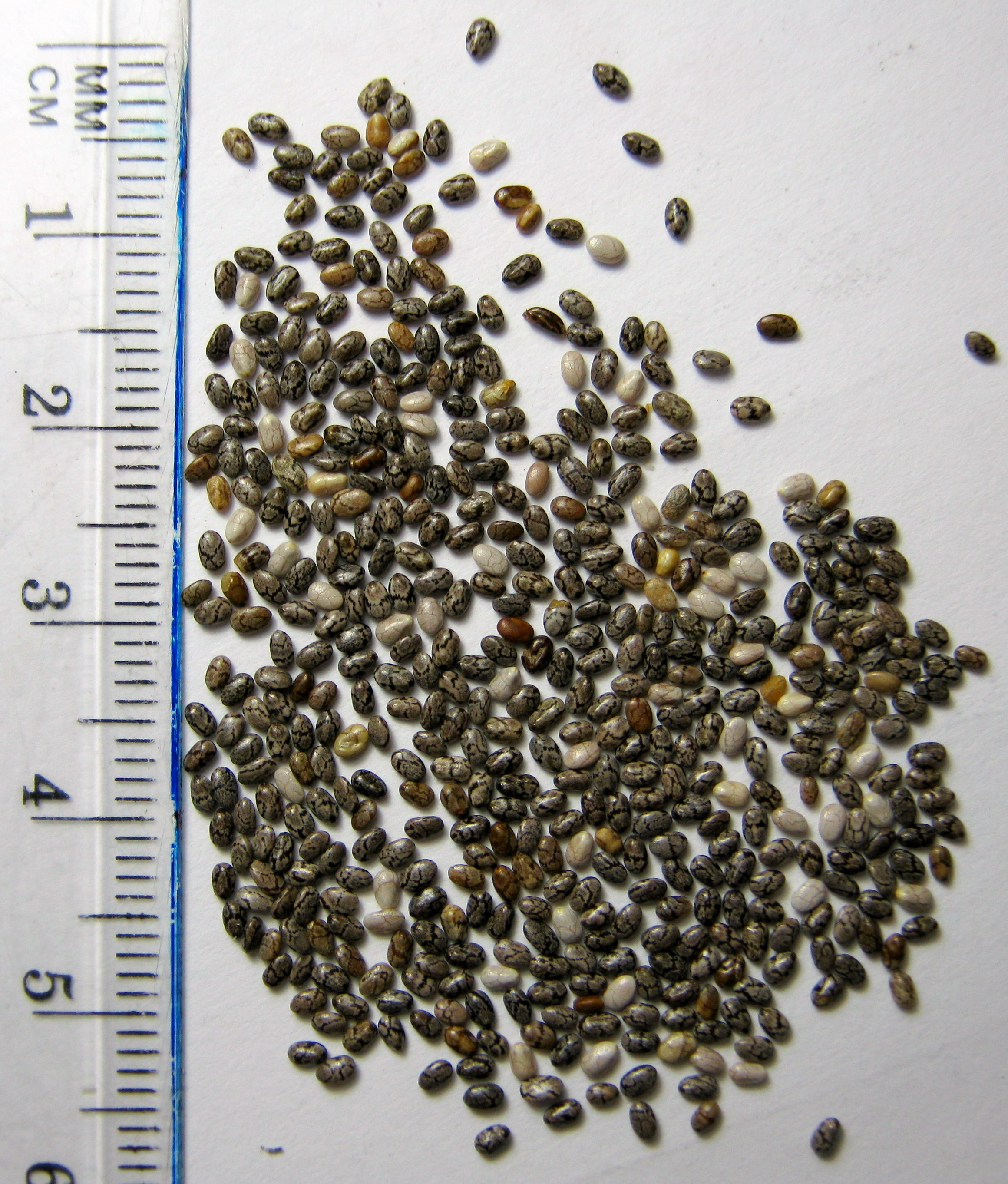
Graines de chia.

Selon une étude publiée en 2007 dans Diabetes Care, des chercheurs ont découvert que les patients atteints de diabète de type 2, qui consommaient 37 g de chia, de la variété salba (environ 6 c. à soupe) quotidiennement, voyaient leur taux de protéine C réactive (un marqueur de l'inflammation) diminuer de 32 %, une diminution de la pression systolique et diastolique, de même qu'une amélioration de la glycémie. Cependant, cette diminution relative des taux de protéine C réactive est due à une augmentation de ceux-ci pour le groupe de contrôle, qui consommait du son de blé.
Il a également été révélé plus tard que l'étude avait été financée par une compagnie commercialisant de la chia, et que l'auteur principal avait fait une demande de brevet (abandonné depuis) pour un traitement lié à la chia.
En revanche, une autre étude portant sur l'influence de la chia sur la santé des gens obèses ou en surpoids a obtenu des résultats négatifs. Les 90 personnes étaient divisées en deux groupes dont un groupe devait absorber 25 g de graines de chia deux fois par jour, pendant 12 semaines. Il fut bien observé une augmentation de 24,4 % de l'acide alpha-linolénique du plasma du groupe consommant la chia mais aucune différence significative ne fut détectée dans la concentration de l'acide eicosapentaénoïque (EPA) et l'acide docosahexaénoïque (DHA) du plasma. Ces deux acides, EPA et DHA, sont normalement synthétisés par le foie à partir de l'acide alpha-linolénique et préviennent les maladies inflammatoires. Aucune différence significative dans les facteurs de risques des maladies ne fut détectée (au niveau de l'inflammation, du stress oxydant, de la pression artérielle et des lipoprotéines).

## Culture
Cette semence fait partie des « nouvelles » espèces alimentaires, bien que depuis toujours en usage dans les campagnes du Mexique central et du sud ainsi que du Guatemala, où l'on en fait des boissons.
Les semis réclament de l'humidité pour germer mais une fois pris, la plante ne demande qu'une quantité limitée d'eau.
En France, elle est souvent vendue associée à des produits céréaliers comme le boulghour méditerranéen.
Sa culture est d'ailleurs possible en France grâce à des années de recherches et développement afin d'adapter cette plante tropicale aux conditions climatiques et du sol français. La Filière Chia de France travaille depuis 2017 à son implantation locale et durable. C'est la première filière de production de graines de chia au niveau européen.